# Альберти, Конрад фон
Конрад Вольфганг фон Альберти (нем. Konrad Wolfgang von Alberti; 17 июля 1894, Штутгарт, Германская империя — 1 августа 1967 , Штутгарт, ФРГ) — немецкий военачальник, генерал-майор вермахта.

## Биография
После окончания офицерских курсов в июне 1913 года вступил в Германскую имперскую армию. Участник Первой мировой войны. В 1914 г. назначен лейтенантом Вюртембергского гренадерского полка № 119. После демобилизации армии оставлен в рейхсвере.
В 1935—1937 годах преподавал в Прусской военной академии.
С 12 октября 1937 года — командир 2-го батальона 50-го пехотного полка, с 24 сентября 1939 года — 3-го батальона 284-го пехотного полка. 1 ноября 1939 г. получил чин полковника. С 10 ноября 1939 года — комендант 580-й, с 17 июля 1941 года — 240-й полевой комендатуры. С мая по июнь 1942 года — офицер для особых поручений в штабе 1-й танковой армии. С 20 июня 1942 года — командир 179-го пехотного полка. 7 января 1943 года был ранен и отправлен на лечение. С 22 февраля по 20 марта 1943 г. прошёл курс для назначения на должность командира дивизии. 1 апреля 1943 г. — генерал-майор вермахта. С 16 мая по 12 сентября 1943 года — командир 246-й пехотной дивизии. В 1943 году под ударами Красной армии отошёл со своей дивизией в составе 9-й армии вермахта в тыл . 28 сентября 1943 г. получил приказ проверить систему обучения и подготовки офицеров в 5-м военном округе. С 15 ноября 1943 года — руководитель штаба обучения и инвентаризации 13-го военного округа. В июле-сентябре 1944 года — начальник управления связи 3-й дивизии морской пехоты «Сан-Марко» армии Италии. С 24 июля по 1 октября 1944 года — руководитель 182-го командования связи при итальянской .
С 25 октября 1944 года — комендант Мангейма. С 1 ноября 1944 года — командир 12-го района боевых действий группы армий «Юг». С 26 марта 1945 года — командир боевой группы «Фон Альберти», названной его именем.
5 мая 1945 года взят в плен союзниками. 26 июня 1947 года был освобождён, уехал в Штутгарт, где умер в 1967 году.

## Награды
- Железный крест 2-го класса (6 октября 1914), 1-го класса (20 октября 1916)
- Орден Фридриха рыцарский крест 2-го класса (7 марта 1915)
- Крест «За военные заслуги» (Австро-Венгрия) 3-й степени с воинскими украшениями и мечами (4 мая 1916)
- Орден «За военные заслуги» (Вюртемберг) рыцарский крест (10 ноября 1916)
- Нагрудный знак «За ранение» в чёрном (22 мая 1918)
- Почётный крест Первой мировой войны 1914/1918 с мечами (20 декабря 1934)
- Медаль «За выслугу лет в вермахте» 4-го, 3-го и 2-го класса (2 октября 1936), 1-го класса (26 июня 1938)
- Пряжка к Железному кресту 2-го класса (1 ноября 1939), 1-го класса (9 октября 1941)
- Крест «За военные заслуги» (Германия) 2-го класса с мечами, 1-го класса с мечами (30 января 1942)
- Медаль «За зимнюю кампанию на Востоке 1941/42» (28 сентября 1942)
- Серебряный Нагрудный штурмовой пехотный знак (24 марта 1943)
- Почётная пряжка на ленте для сухопутных войск (29 марта 1943)